# 18 août 1937
Le mercredi 18 août 1937 est le 230e jour de l'année 1937.

## Naissances
- Andrea Genovese, poète, romancier, dramaturge, critique littéraire, d’art et de théâtre italien
- Jean Alingué Bawoyeu, homme politique tchadien
- Jens Lausen (mort le 13 juin 2017), peintre allemand
- Purita Campos, peintre espagnole

## Décès
- Arturo Campión (né le 7 mai 1854), écrivain espagnol
- Egon Dietrichstein (né le 13 juin 1889), écrivain et journaliste autrichien
- Georges Reynald (né le 16 juin 1866), personnalité politique française
- Luigi Pernier (né le 23 novembre 1874), archéologue italien
- Stepan Voïevodski (né le 22 mars 1859), Amiral et homme d'État de la Russie impériale